# Досе де Октубре
Клуб Досе де Октубре де Итаугуа (на испански: Club 12 de Octubre de Itauguá, на български Клуб Дванадесети Октомври Итаугуа) е парагвайски футболен отбор от град Итаугуа, департамент Сентрал.

## История
Основан е на 14 август 1914 г., а от 1997 г. играе в Примера Дивисион де Парагвай. През 2002 г. финишира на първо място в турнира Апертура, но във финалите за определяна на шампиона на Парагвай губи от победителя в Клаусура Либертад. Досе де Октубре има две участия в Копа Либертадорес - през 2002 и 2003 г., като и двата пъти отпада в груповата фаза.

## Успехи
- 1х Шампион на Втора дивизия: 1997
- 14х Носител на регионални титли (Лига Итаугуа): 1924, 1926, 1927, 1977, 1980, 1983, 1985, 1986, 1987, 1988, 1989, 1991, 1993 и 1995

## Играчи

### Известни бивши играчи
- Дарио Верон
- Луис Алберто Монсон
- Салвадор Кабаняс
- Фреди Барейро
- Хулио Сесар Енсисо